# Pedro Figari
Pedro Figari Solari (Montevideo, 29 de junio de 1861 - Ibídem, 24 de julio de 1938) fue un pintor, abogado, educador, escritor y político uruguayo. Una de las figuras más destacadas de la pintura de América Latina, se caracteriza por su estilo propio y su voluntad americana.
Nació en Montevideo el 29 de junio de 1861. Estudió derecho y se destacó en su profesión de abogado. Defensor de Pobres en lo Civil y lo Criminal, fue uno de los promotores de la abolición de la pena de muerte y tuvo una resonante actuación en el llamado caso Almeida, en el que demostró la inocencia de un alférez del ejército acusado de un crimen que no había cometido. En 1886 viajó con su joven esposa por Europa, donde conoció los principales movimientos artísticos. De regreso en Montevideo, si bien su labor como abogado, diputado y periodista ocupó la mayor parte de su tiempo, siempre se mantuvo cercano a las artes plásticas. En 1910 propuso una reforma de la Escuela Nacional de Artes y Oficios con un espíritu innovador, buscando integrar el arte y la artesanía, y en 1915 fue designado director de la misma.
A partir de 1921 se radicó primero en Buenos Aires y luego en París. En estas estancias se dedicó por completo a la pintura, actividad que siempre había desarrollado en forma privada. Realizó exposiciones y pronto encontró el éxito de público y crítica. En Europa recibió la visita de Joaquín Torres García y Rafael Barradas. La obra pictórica de Pedro Figari se destaca por el predominio del color y de la figura como mancha, frente a la línea. Sin embargo, en sus dibujos o ilustraciones su línea es fluida y sumamente expresiva. Sus temas con frecuencia son patios coloniales o escenas cuyos protagonistas son negros.

## Biografía
Hijo de Juan Figari de Lázaro y Paula Solari, ambos inmigrantes italianos, Pedro Figari manifestó desde joven inclinaciones artísticas que postergó por sus estudios y actividades profesionales.
En 1885 se recibió de Doctor en Jurisprudencia en la Facultad de Derecho y Ciencias Sociales de la Universidad de la República. Se publicó su tesis de grado, Ley Agraria.
Al año siguiente se casó con María de Castro Caravia y viajó por primera vez a Europa. En 1887 nació su primera hija, Isabel, que fallece a poco tiempo de nacer y luego vendrán María Elena, Mercedes, María Margarita, María Delia, Juan Carlos, María Isabel, Emma y Pedro.
A los 29 años asistió a clases de pintura con el maestro italiano Goffredo Sommavilla, pero no fue hasta 1918 que dio rienda a su vocación pictórica.
En 1916 asumió como director de la Escuela de Artes y Oficios, donde propuso nuevos talleres en régimen mixto, orientados a capacitar no solo en la técnica de los oficios sino a vincular la industria y el arte con una identidad americana, fomentando “la mentalidad nacional con criterio propio”.
Su destacada labor como abogado, político, periodista, escritor, pedagogo y humanista hacen imposible disociar el contenido y la riqueza de sus pinturas de las demás facetas que nutrieron su acción y pensamiento.

### Abogado y político
Tuvo una intensa actividad pública, en 1889 fue designado Defensor de los Pobres en lo Civil y lo Criminal, cargo que ocuparía hasta 1897.
En 1895 emprendió la defensa del alférez Enrique Almeida, acusado falsamente de un asesinato cometido en la esquina de las calles Chaná y Arenal Grande. La causa le insumió cuatro años de trabajo, pero develó finalmente la inocencia de Almeida. En 1896 publicó Causa célebre. El crimen de la calle Chaná, vindicación del Alférez Enrique Almeida, donde dejó al descubierto los intereses de la prensa obstinada en inculpar a Almeida.
En 1897 fue elegido diputado del Partido Colorado por el departamento de Rocha y en 1900 y 1902 por Lavalleja. En esos años presentó un proyecto de ley para la creación de una escuela de Bellas Artes, se desempeñó como Consejero de Estado, fue nombrado abogado asesor del Departamento Nacional de Ingenieros, integró del Consejo Penitenciario y presidió el Ateneo de Montevideo, desde donde impulsó proyectos culturales.
Durante la Revolución de 1904 fue nombrado Presidente de la Junta Central de Auxilios creada por José Batlle y Ordóñez para proveer asistencia médica a los heridos luego de las batallas.
En 1927 el Ministerio de Relaciones Exteriores lo nombró miembro de la misión especial ante el Rey Jorge V de Inglaterra con el rango de Ministro Plenipotenciario, poco después recibió la Orden del Imperio Británico en el Palacio de Buckingham.
En 1933 envío una carta personal a Gabriel Terra  felicitandolo, dándole las gracias y apoyando la disolución del Consejo Nacional de Administración, sacando al país de la grave crisis institucional, política, social, económica y financiera que atravesaba la República. Ese mismo año regreso al país para vivir en Montevideo, donde falleció en 1938.

### Pintor de su tierra

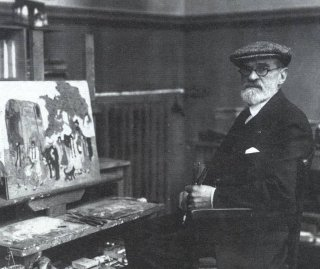
Pedro Figari

## Galería de pinturas

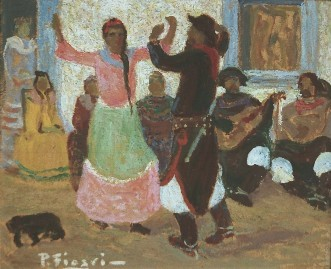
Bailecito (óleo s/cartón) - 33 x 40 cm
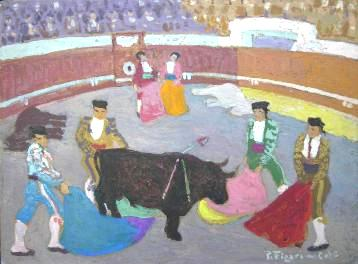
La Muerte (óleo s/cartón) - 60 x 80 cm
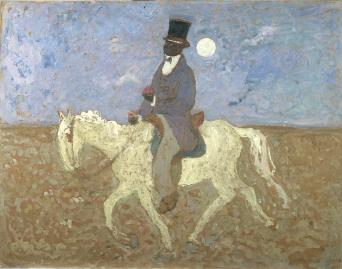
Flores silvestres (óleo s/cartón) - 53,5 x 68,5 cm
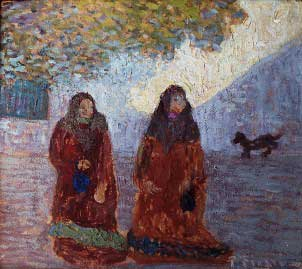
Mirá, Genoveva (óleo s/cartón) - 30 x 33,5 cm
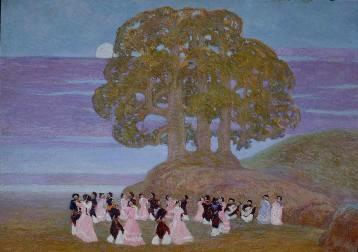
Pericón (óleo s/cartón) - 70 x 100 cm
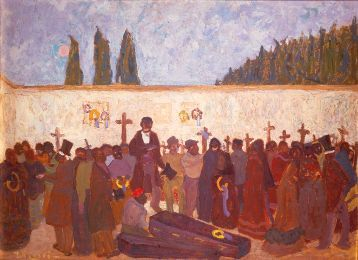
El homenaje (óleo s/cartón) - 60 x 8 0cm
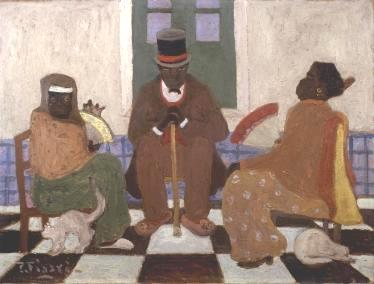
Visita pesada (óleo s/cartón) - 48 x 63 cm
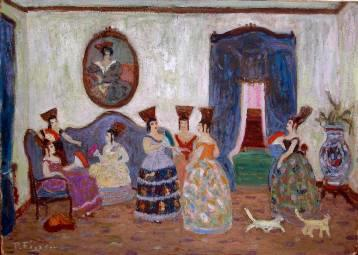
Las siete hermanas (óleo s/cartón) - 50 x 7 0cm
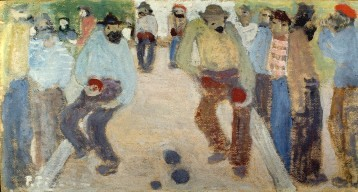
Mientras la bocha rueda (óleos/cartón) - 26 x 50 cm
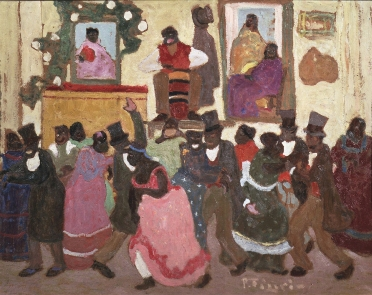
Candombe (óleo s/cartón) - 53 x 68 cm
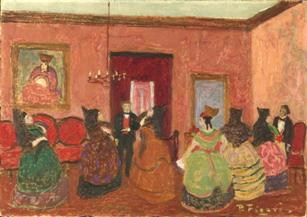
Un pedido a Rosas (óleo s/cartón) - 49 x 69 cm
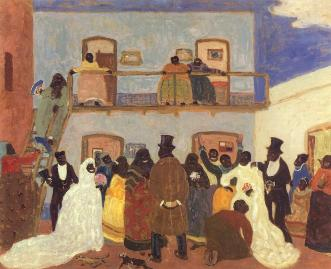
Doble boda (óleo s/cartón) - 79 x 98 cm
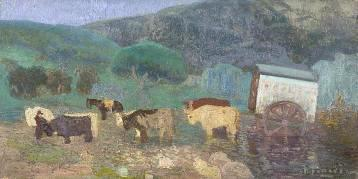
La carreta (óleo s/cartón) - 40 x 70 cm
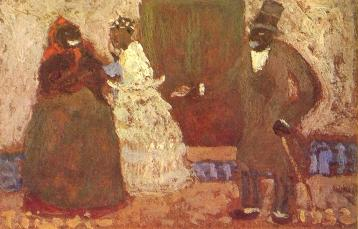
Galantería (óleo s/cartón) - 16,5 x 25,5 cm
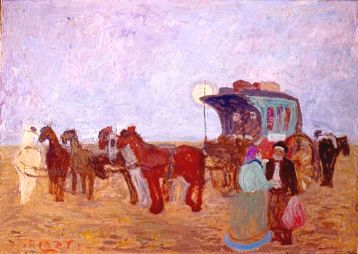
Recogiendo un pasajero (óleo s/cartón)
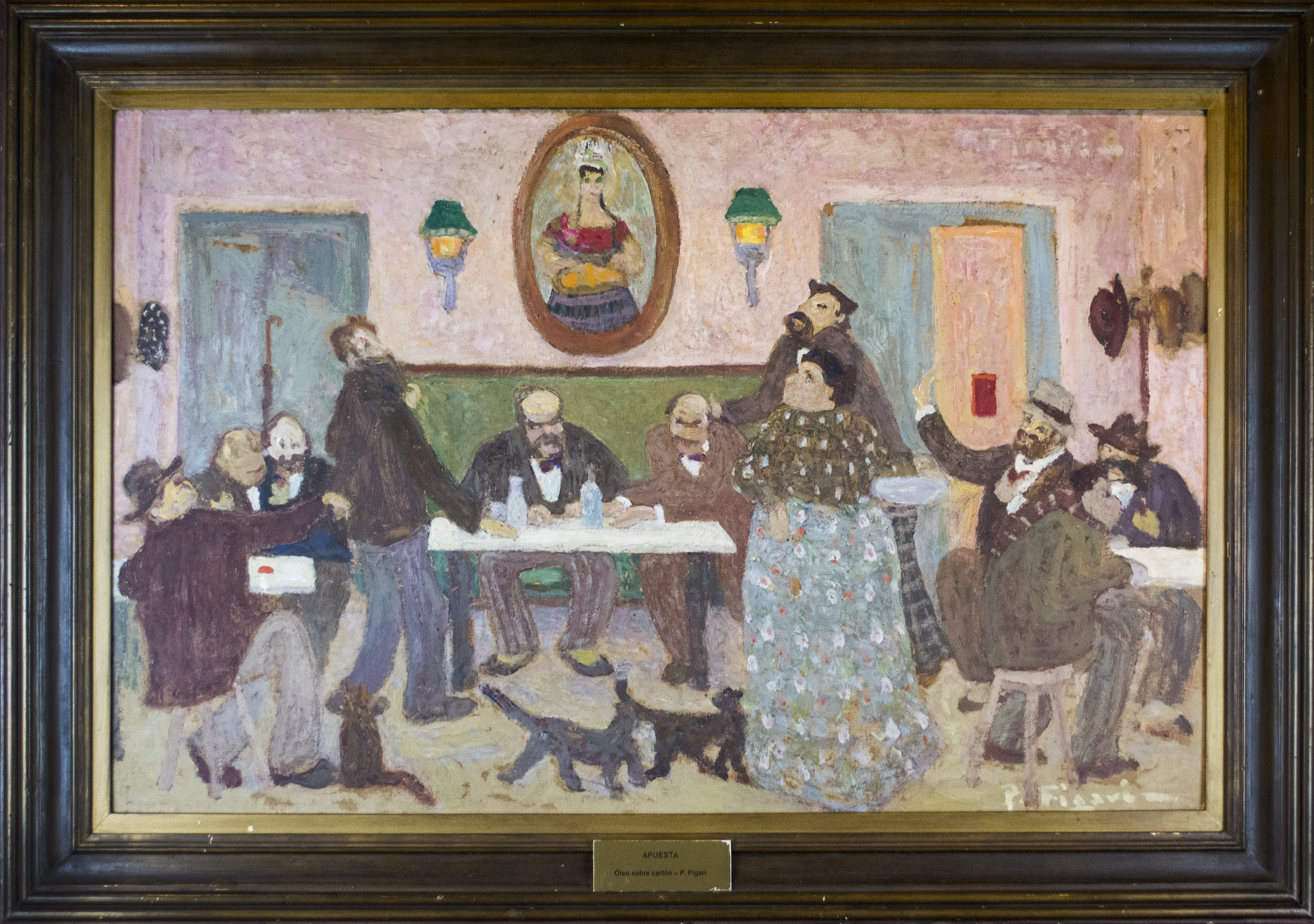
Apuesta (óleo s/cartón)

### Periodista y escritor
En 1893 comenzó su actividad periodística fundando y codirigiendo el diario liberal colorado El Deber. En 1905 publicó en el diario El Siglo veintidós artículos que fueron definitorios para la abolición de la pena de muerte en Uruguay en 1907. Entre 1910 y 1911 publicó en el diario La Razón diecinueve artículos bajo el título “El momento político”.
Figari utilizó la prensa para dar a conocer y exponer públicamente su punto de vista sobre temas políticos, de educación y arte.
En 1912, Pedro Figari  publicó en Montevideo su ensayo filosófico a tres tomos Arte, estética, ideal que le insumió dos años de dedicación casi total, el mismo fue traducido al francés por Charles Lesca, publicado en París en 1920 con prólogo de Henri Delacroix y reeditado en 1926 prologado por Désiré Roustan.
Siendo director de la Escuela de Artes y Oficios, publicó su Plan General de la Enseñanza Industrial y escribió junto con su hijo el arquitecto Juan Carlos Figari Educación Integral.
En 1928, luego del prematuro fallecimiento de su hijo Juan Carlos, publicó el ensayo poético con acotaciones gráficas El Arquitecto, escribió una serie de cuentos y la novela utópica Historia Kiria que fue publicada en 1930 en París.

### Filósofo
La tradición filosófica de Figari, contrario a lo que se suele pensar, no es para nada efímera, y desde luego no solo parte de su tradición pictórica, pues, al igual que el romanticismo alemán, de quien Figari es deudor, trata de expresar ideas de suma complejidad relacionadas el sentido de la existencia, de la vida, e incluso de lo que por arte se puede entender, a través de la concepción estética, es por ello preciso, recordar lo que Arturo Ardao dice respecto a la necesaria separación conceptual entre el esteta, el pintor y el filósofo que en Figari convivían. 

“Por el título de esta obra, y, sobre todo, por la celebridad que Figari alcanzó como pintor, se ha tendido a verla como un tratado o ensayo de estética. Esa misma celebridad de Figari artista ha llevado, por otra parte, a que la consideración de sus ideas estéticas, las raras veces en que se ha hecho, lo haya sido con expresa referencia a su creación pictórica. Sin prejuicio, de la correlación que exista entre esta creación y las doctrinas de Figari, y por lo tanto de la legitimidad de tales enfoques, corresponde, sin embargo, un enjuiciamiento de su libro desde el ángulo estricto de la filosofía. La doble dificultad mental de separar al pintor del estético y al estético del filósofo, debe ser vencida de una buena vez para alcanzar la justa valoración del pensador que convivió con el artista.”
Arturo Ardao, 1960.

“Todo es vida en la realidad. Todo lo que ha existido existe, y no puede dejar de existir, de una u otra manera, por cuanto no puede haber creación ni destrucción de substancia, ni tampoco creación o destrucción de energía. Estos dos elementos por lo demás, inseparables –substancia, energía– , son la vida, pues; vale decir, lo que ES. Enteramente inmutables, en cuanto a su esencia, lo único que puede ocurrir, es que se transformen dentro de su propia aspiración insaciable, desbordante, perpetua.”
Pedro Figari, 1912.